# Bangun I
Bangun I is een bestuurslaag in het regentschap Dairi van de provincie Noord-Sumatra, Indonesië. Bangun I telt 1709 inwoners (volkstelling 2010).